# Hypocometa clauda
Hypocometa clauda là một loài bướm đêm trong họ Geometridae.